# Stomatosema trichodera
Stomatosema trichodera är en tvåvingeart som beskrevs av Gagne 1975. Stomatosema trichodera ingår i släktet Stomatosema och familjen gallmyggor.
Artens utbredningsområde är Pennsylvania. Inga underarter finns listade i Catalogue of Life.